# Liste der Monuments historiques in Nalliers (Vendée)
Die Liste der Monuments historiques in Nalliers (Vendée) führt die Monuments historiques in der französischen Gemeinde Nalliers auf.

## Liste der Bauwerke
| Bezeichnung            | Beschreibung                  | Standort | Kennzeichnung | Schutzstatus | Datum | Bild |
| ---------------------- | ----------------------------- | -------- | ------------- | ------------ | ----- | ---- |
| Schloss Ilôt-les-Tours | Erbaut 1670                   | (Lage)   | PA85000033    | Inscrit      | 2008  |      |
| Kirche Saint-Hilaire   | Erbaut ab dem 13. Jahrhundert | (Lage)   | PA00110295    | Inscrit      | 1989  |      |